# Losacino (kommun)
Losacino är en kommun i Spanien.   Den ligger i provinsen Provincia de Zamora och regionen Kastilien och Leon, i den nordvästra delen av landet, 240 km nordväst om huvudstaden Madrid. Antalet invånare är 249. Losacino ligger vid sjöarna  Embalse de Ricobayo och Embalse del Esla.